# 乳飲料

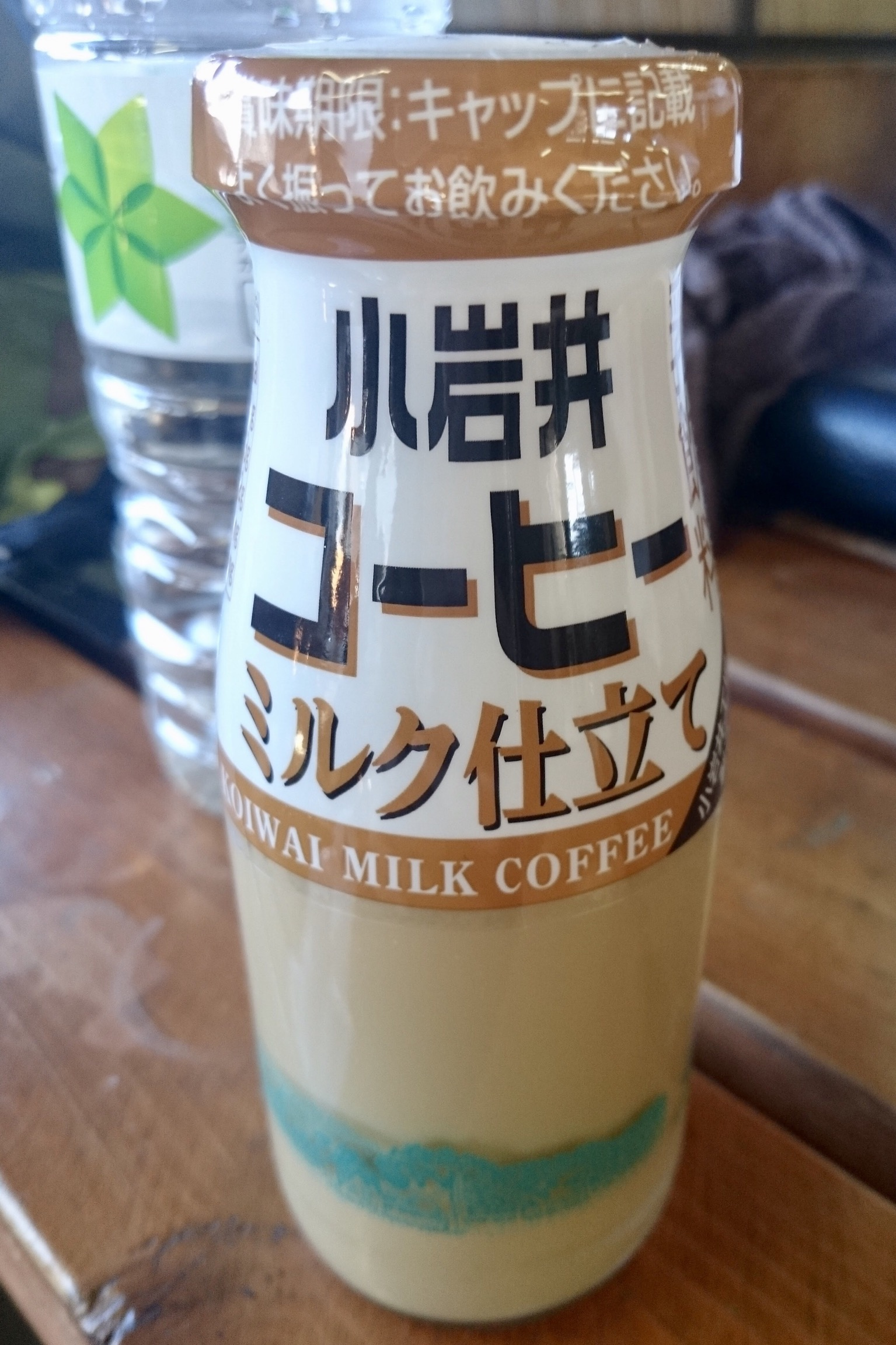
乳飲料の一種であるコーヒー牛乳（小岩井コーヒー）

乳飲料（にゅういんりょう）とは、生乳（無調整の牛乳）や乳製品を主原料とし、カルシウムやビタミンなどを加えて特定の栄養素を強化したり、果汁やコーヒーなどを加えたりして、消費者の嗜好に合わせて加工されたもの。食品衛生法に基づく「乳及び乳製品の成分規格等に関する省令」（略称・乳等省令）、および公正取引委員会の認定する業界団体である全国飲用牛乳公正取引協議会が定める「飲用乳の表示に関する公正競争規約」で規定されている。
原材料に乳製品以外のものが使われていることが、加工乳と異なる。

## 規約上で定められる乳飲料
「飲用乳の表示に関する公正競争規約」によって以下のように規定されている。
```
この規約で「乳飲料」とは、乳等省令第2条第40項に規定する乳飲料であつて、重量百分率で乳固形分3.0%以上の成分を含有するものをいう。
```

ここで乳固形分とは、無脂乳固形分と乳脂肪分との合計である。上記引用中の「乳等省令」は「乳及び乳製品の成分規格等に関する省令」であり、第2条第40項において以下のように消去法的に定義されている。
```
この省令において「乳飲料」とは、生乳、牛乳若しくは特別牛乳又はこれらを原料として製造した食品を主要原料とした飲料であつて、第2項から第11項まで及び第13項から前項までに掲げるもの以外のものをいう。 
```

### 商品名について
かつては、乳飲料や加工乳でも一定以上の成分を満たしていれば商品名に「牛乳」と命名することが可能であったが、2000年の雪印集団食中毒事件の発生を受け、2001年に公正競争規約が改正され、2003年以後は「牛乳」と表記してはいけないことになった。「オーレ」（au lait; フランス語）や「ミルク」（milk; 英語）、「ラテ」（latte; イタリア語）などとは表記できる。

## 乳飲料の種類

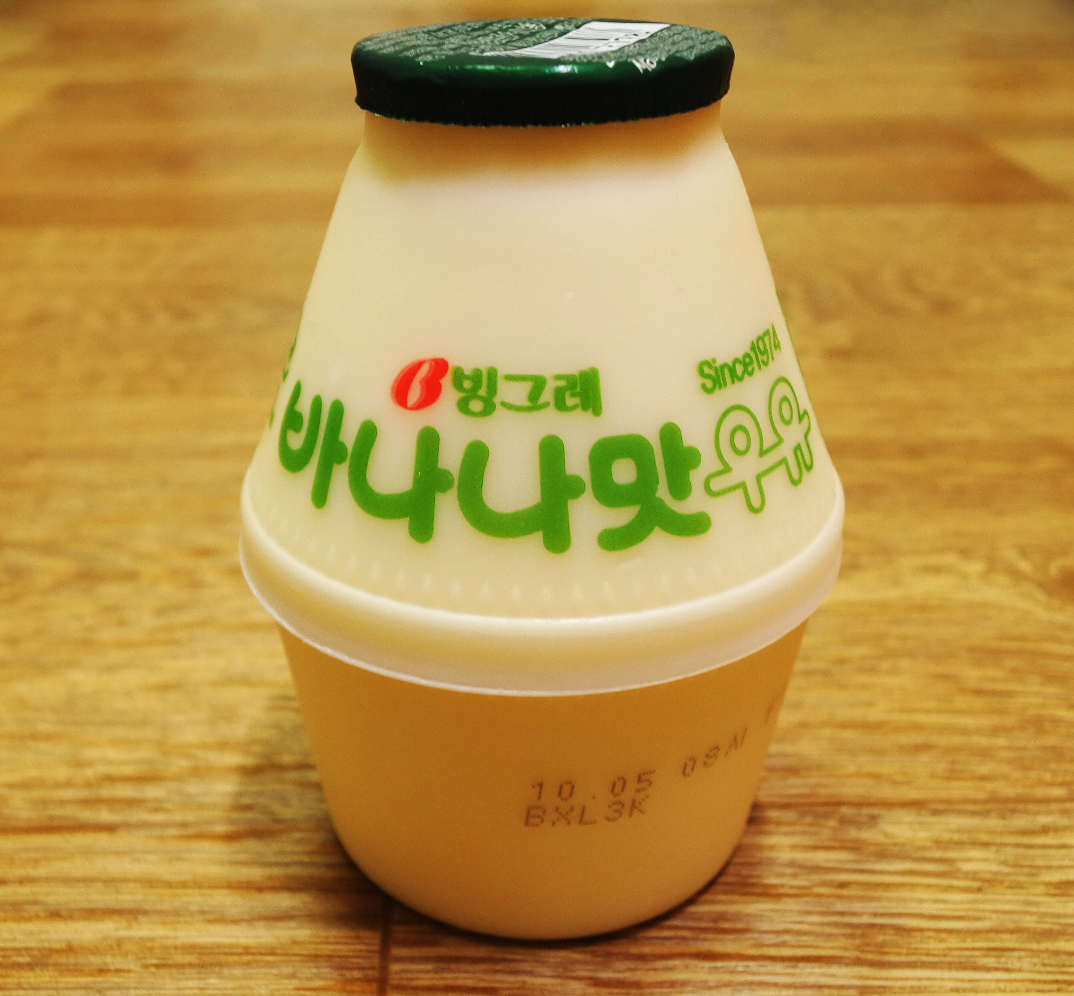
バナナ味牛乳

乳飲料には、「白物乳飲料」と「色物乳飲料」とがあり、カルシウム・ビタミン・鉄・繊維等を加え白が基調のもので、牛乳に色々な成分を混ぜ強化した「白物」と、コーヒー、ココア、果汁等を加え、白以外が基調のもので、消費者の嗜好に合わせて加工した「色物」とに大別される。
容器は主に紙パックや牛乳瓶であるが、一部缶が使用されている。
「色物乳飲料」は、いわゆる「コーヒー牛乳」、「フルーツ牛乳」、「いちご牛乳」、「マンゴー牛乳」など。また、コーヒー利用のものを分別し「コーヒー系乳飲料」とする場合や、チルドカップに入っている場合「カップ乳飲料」と言うことがある。
ご当地商品としては栃木県内で流通しているいわゆる「レモン牛乳」が有名。日本ではあまり目にしないが、韓国にはバナナ牛乳（바나나 우유）、台湾にはパパイヤ牛乳（木瓜牛奶）という人気商品がある。

## 表示
乳製品には、食品表示法に基づき、製造者名及びその所在地の表示が義務づけられているため、製造所固有記号等によって製造者名を省略表記してはいけない。